# グヤーシュ

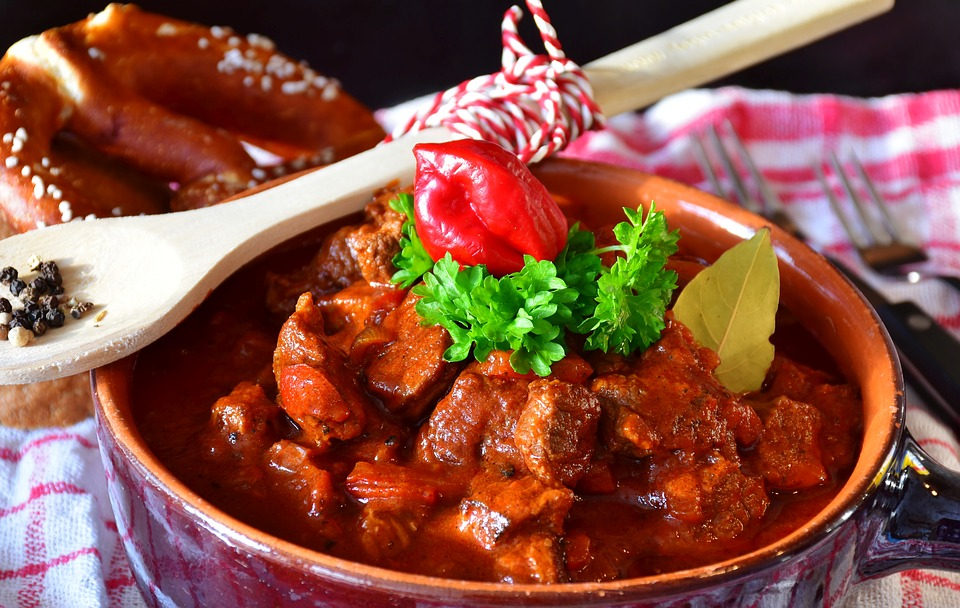
ハンガリーのグヤーシュ

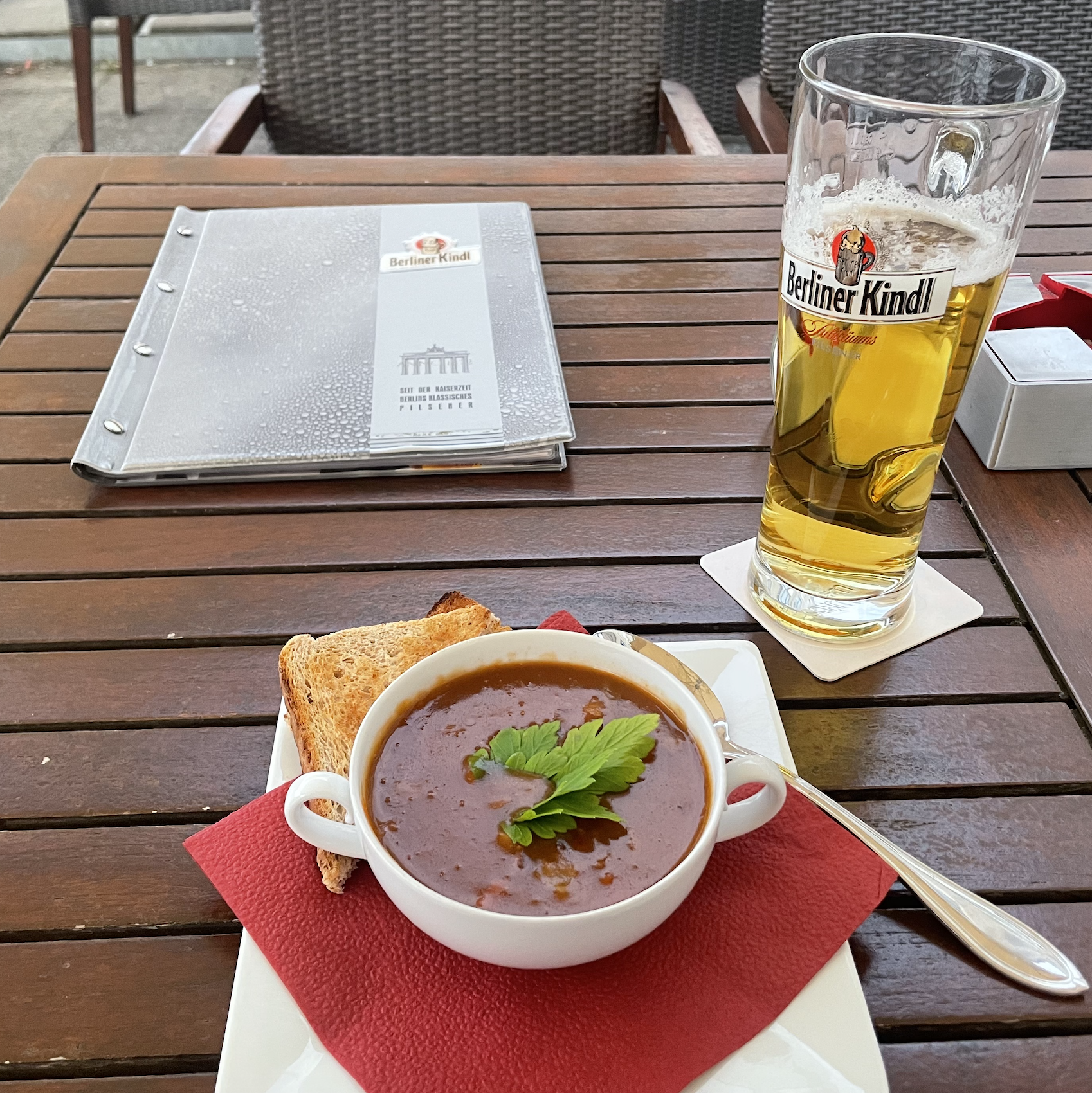
ドイツのグヤーシュ

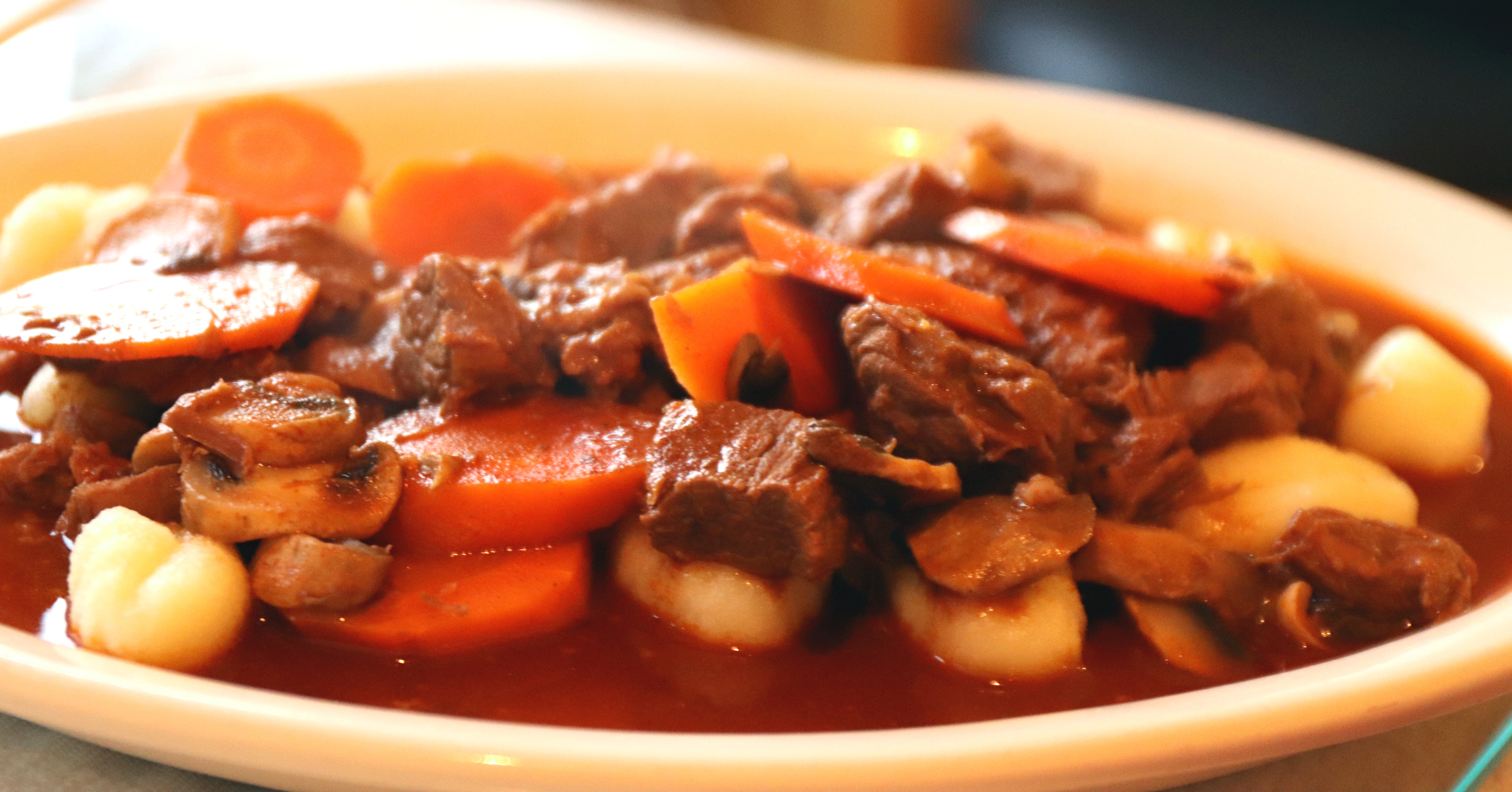
アメリカ合衆国のグヤーシュ

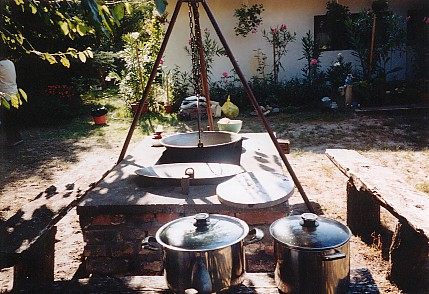
グヤーシュ鍋をかけた釜

グヤーシュ（ハンガリー語: gulyás [ˈɡujɑ̈ːʃ], ドイツ語: Gulasch、ドイツ中部・南部およびオーストリア（スイスも含む）ではグーラッシュ [ˈɡuːlaʃ]、ドイツ北部ではグラッシュ[ˈɡʊlaʃ] ）は、ハンガリー起源の料理である。ハンガリーではスープであるが、ドイツでは一般的にシチュー料理を指す。
ハンガリーを代表する料理であり、しばしばハンガリーそのものを指す表現として使われる（例：グヤーシュ共産主義）。

## 語源
ハンガリー語の料理名の gulyás [ˈɡujɑ̈ːʃ]「グヤーシュ」は gulyásleves [ˈɡujɑ̈ːʃˌlɛvɛʃ]「グヤーシュレヴェシュ」の短縮形であり、gulyásleves は gulyás [ˈɡujɑ̈ːʃ]「グヤーシュ」と leves [ˈlɛvɛʃ]「レヴェシュ」の合成語である。gulyás は放牧されている牛の群れを意味する gulya [ˈɡujɒ]「グヤ」に形容詞を作る派生辞の -s [ʃ]「シュ」が付いたもので、「牛の群れの」牧童 (pásztor [ˈpɑ̈ːstor] パーストル) で牛飼いを意味するgulyás pásztor [ˈɡujɑ̈ːʃ ˌpɑ̈ːstor]「グヤーシュ・パーストル」の形容詞部分が残って、それだけでも名詞として「牛飼い」を意味するようになったもの。leves [ˈlɛvɛʃ]「レヴェシュ」は「汁」を意味する lé [ˈle̝ː]「レー」の形容詞形の leves が名詞化して「汁」とか「スープ」といった意味になったもの。つまり、gulyásleves は「牛飼い汁」という意味である。このスープを調理する火にかける鍋を bogrács [ˈboɡrɑ̈ːt͡ʃ]「ボグラーチ」と呼び、ボグラーチに入れて供されるグヤーシュを  bogrács gulyásleves [ ˈboɡrɑ̈ːt͡ʃ ˌɡujɑ̈ːʃlɛvɛʃ]「ボグラーチ・グヤーシュレヴェシュ」と呼ぶ。グヤーシュはボグラーチで調理されるのが一般的なので、グヤーシュは日本語では「牛飼い汁」、「牛飼い鍋」と訳せるだろう。
ドイツ語の Gulasch はハンガリー語からの借用語。英語では goulash（英音 [ˈɡuː.læʃ] グーレッシュ、米音 [ˈɡuː.lɑːʃ] グーラーシュ）。フランス語では  goulache（[ɡuˈlɑʃ] グラッシュ）。
なお、ハンガリー語の gulyás [ˈɡujɑ̈ːʃ]「グヤーシュ」の古い発音は [ˈɡuʎɑ̈ːʃ]「グリャーシュ」であった。そのため、元々北ハンガリーで話されていたスロヴァキア語では guláš [ˈɡulaːʃ]「グラーシュ」と  guľáš [ ˈɡuʎaːʃ]「グリャーシュ」の両方の語形が存在する。

## 概要
牛肉とラード、タマネギ、パプリカなどから作られる。パスタ類やサワークリームを加える場合もある。
放牧や農作業をしていた大ハンガリー圏の人々が、わざわざ時間をかけて自宅で昼食をとる手間を省くため、外へ釜を作り大鍋で昼食用に作られたスープである釜煮グヤーシュ（ハンガリー語: bogrács gulyás、ドイツ語: Kesselgulasch）が起源。現在でもハンガリーや現・ルーマニア領トランシルヴァニア、旧上ハンガリー、現スロヴァキアやセルビアのヴォイヴォディナ自治州などではこの伝統的なスタイルのグヤーシュを食べている。戦時中の移動部隊の食事にもなっていた。
最も代表的なハンガリー料理である。ハンガリーではスープ（gulyásleves [ˈɡujɑ̈ːʃˌlɛvɛʃ] グヤーシュ・レヴェシュ）であり、家庭においては日本の味噌汁のような存在である。ドイツなどのものはハンガリーとは異なり、どちらかというと「蒸し煮・シチュー」（ハンガリー語ではペルケルト（pörkölt [ˈpørkølt]））に当たるものを指す。
かつての大ハンガリー（概ね現在のハンガリーにオーストリアのブルゲンランド地域、スロヴァキア、ルーマニアのトランシルヴァニア地方、スロヴェニアの一部、クロアチアのスラヴォニア地方、セルビアのヴォイヴォディナ地域を加えたもの）をはじめ、オーストリア、ドイツ南西部バイエルン地方、北イタリア、スロヴェニア、チェコ、ポーランドのシロンスク地方、クロアチア、セルビアなど中欧一帯で代表的な料理として食べられている。
また、モンゴル料理のひとつである「グリヤシ」はグヤーシュがモンゴルに伝わった際に、羊肉をメインに使う形でモンゴル風にアレンジされたもので、“グリヤシ”の名前も「グヤーシュ」がモンゴル語の発音に合わせて変化したものである。ただし、モンゴルにはないパプリカなどは使われておらず、事実上、羊肉の塩味煮込みに変化している。
ドイツ語圏の軍隊スラングでは、野戦炊事車のことをグラーッシュ・カノーネ (Gulaschkanone）、直訳して「グラーッシュ砲」と形容する。
なお日本のハヤシライスは、グヤーシュが基になった（あるいは影響を与えた）洋食であるという説があるものの、信憑性はない。

## バリエーション（シチュー形式のもの）

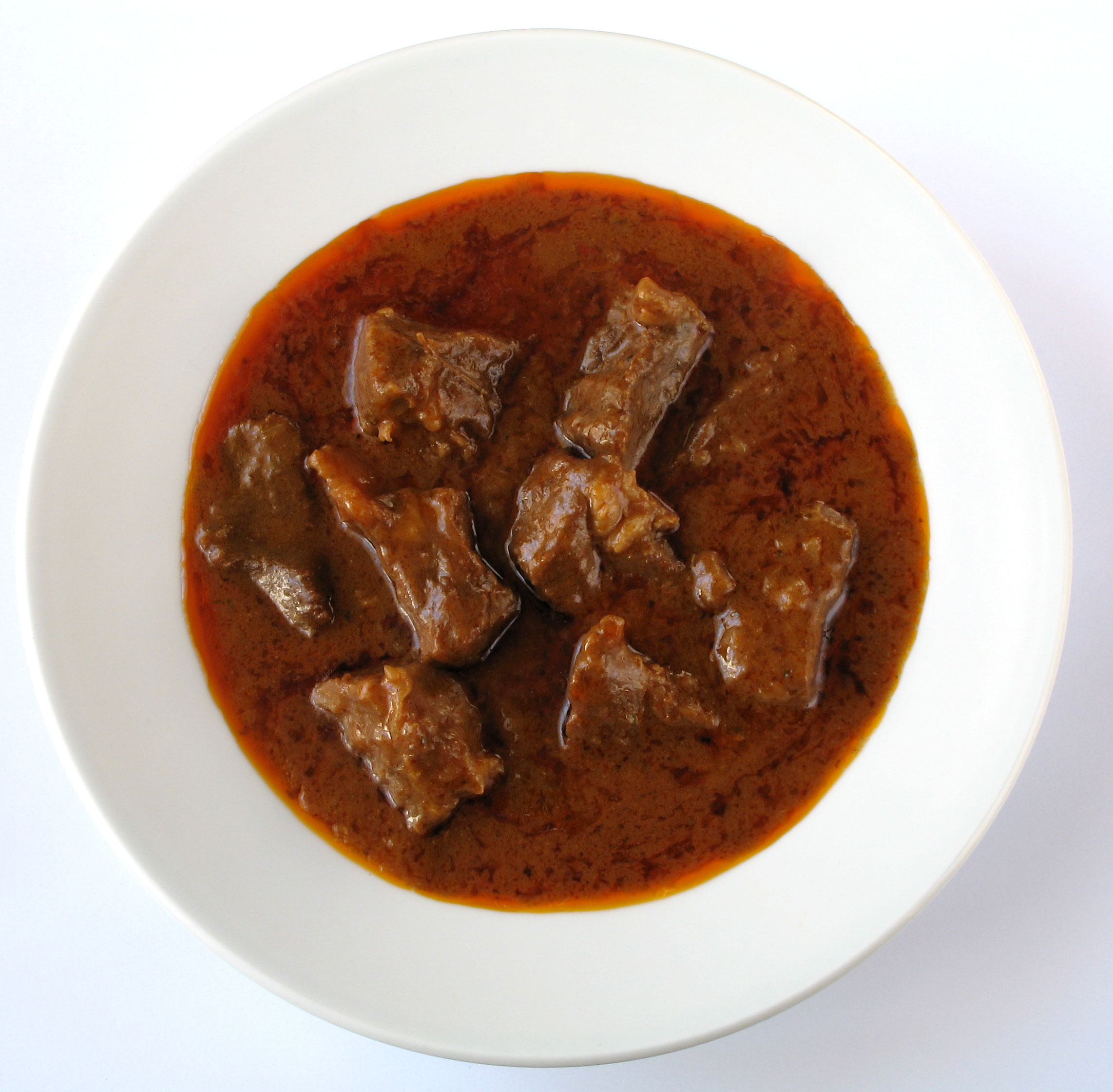
ハンガリーのペルケルト

中に入れる肉の種類や野菜の種類により違ってくる
デブレツェン風グーラシュ (Debrecziner Gulasch)
豚の首まわりの肉で作られたソーセージを煮込んだグヤーシュ。その他のドイツ式ソーセージも入れて煮込む。
ツィゴイナーグーラシュ（ジプシー風グヤーシュ、Zigeunergulasch）
グヤーシュの肉に豚肉・マトンなど二種類以上の肉を使い、ピーマンや人参など野菜を更に多く入れ、ベーコンも加えて煮込む。
セゲド風グヤーシュ (Szegediner Gulasch)
ニンニクを入れたサワークリームを加えたグヤーシュ。煮込むときにシュマルツを加える。
ウィーン風グヤーシュ (Wiener Gulasch)
基本的なグヤーシュに目玉焼きとダンプリングを添えたもの。
フィアカーグーラシュ (Fiakergulasch)
「ウィーン風グヤーシュ」に小さめのフランクフルトソーセージと目玉焼き、ピクルスとSemmelknödel（ドイツ風パン団子）を添えたもの。
野菜のグヤーシュ (Esterhazygulasch)
数々の野菜とケッパーを煮込んで作るグヤーシュ。
ジャガイモ・グヤーシュ (Erdapfelgulasch)
タマネギ、ジャガイモをラードで炒め、塩とパプリカで味付けしたシンプルなグヤーシュ。
ソーセージ・グヤーシュ (Wurstgulasch)
通常使われる牛肉や羊肉の代わりに、種類の違うソーセージとサラミを多数入れて煮込んだグヤーシュ。
セゲド風グヤーシュ (Szegedin goulash)
豚肉とザワークラウトの入ったグヤーシュ。スロヴァキアで食べられている。
野菜とケッパーのグヤーシュ (Kesselgulasch)
トマトをベースにした野菜類とケッパーとパプリカおよび、小麦粉を練って作ったTeig（独語版）というパスタと一緒に煮込んで食べるグヤーシュ。
クリームグヤーシュ
にんにく、たまねぎをラードで炒め、パプリカと生クリーム、酢で味付けしたグヤーシュ。パンにつけて食べる。